# Louis Vuitton Acts
I Louis Vuitton Acts sono stati una competizione nautica riservata a imbarcazioni di classe IACC, tenutisi fra il 2004 e il 2007, a cui hanno partecipato il detentore dell'America's Cup, Alinghi, e gli 11 sfidanti ufficiali.
La competizione ha anche costituito il prologo della Louis Vuitton Cup 2007, garantendo ai partecipanti un certo numero di punti bonus per la manifestazione, in base ai risultati conseguiti negli Acts.

## ACC Championship 2004
Il Campionato di classe ACC 2004 ha visto la partecipazione di sei imbarcazioni, poi diventate otto nel corso della manifestazione, ed è stato vinto da Emirates Team New Zealand.
Per ogni Act, al vincitore veniva assegnato un punto, al secondo classificato due punti, e così via. +39 Challenge e Luna Rossa, che non hanno partecipato all'Act 1, hanno entrambe ricevuto sette punti per quell'incontro.
| Pos | Squadra                   | Act 1 | Act 2 | Act 3 | Pt |
| --- | ------------------------- | ----- | ----- | ----- | -- |
| 1   | Emirates Team New Zealand | 3     | 1     | 2     | 6  |
| 2   | BMW Oracle                | 1     | 3     | 3     | 7  |
| 3   | Alinghi                   | 2     | 4     | 1     | 7  |
| 4   | Luna Rossa                | DNC   | 2     | 4     | 13 |
| 5   | Le Défi                   | 4     | 5     | 6     | 15 |
| 6   | K Challenge               | 5     | 6     | 5     | 16 |
| 7   | Team Shosholoza           | 6     | 8     | 7     | 21 |
| 8   | +39 Challenge             | DNC   | 7     | 8     | 22 |

### Louis Vuitton Act 1
Il Louis Vuitton Act 1 si è tenuto dal 5 all'11 settembre 2004 a Marsiglia (Francia) ed è stato vinto da BMW Oracle.
La gara è stata composta da due fasi: una prima fase composta da sei fleet race (poi ridotte a quattro a causa del cattivo tempo) e una seconda fase fatta di scontri diretti fra imbarcazioni, che garantivano sei punti per ogni vittoria.

#### Primo turno
| Pos | Squadra                   | FR1 | FR2 | FR3 | FR4 | FR5 | FR6 | Pt |
| --- | ------------------------- | --- | --- | --- | --- | --- | --- | -- |
| 1   | BMW Oracle                | 4   | —   | 6   | —   | 6   | 6   | 22 |
| 2   | Alinghi                   | 6   | —   | 5   | —   | 4   | 5   | 20 |
| 3   | Emirates Team New Zealand | 5   | —   | 4   | —   | 5   | 4   | 18 |
| 4   | K Challenge               | 3   | —   | 3   | —   | 2   | 3   | 11 |
| 5   | Team Shosholoza           | 2   | —   | 2   | —   | 3   | 1   | 8  |
| 6   | Le Défi                   | 1   | —   | 1   | —   | 1   | 2   | 5  |

#### Secondo turno
| Pos | Squadra                   | G | V | P | Pt |  | ALI | ORA | NZL | LDF | KCH | SHO |
| --- | ------------------------- | - | - | - | -- |  | --- | --- | --- | --- | --- | --- |
| 1   | Alinghi                   | 5 | 4 | 1 | 24 |  | —   | 1–0 | 0–1 | 1–0 | 1–0 | 1–0 |
| 1   | BMW Oracle                | 5 | 4 | 1 | 24 |  | 0–1 | —   | 1–0 | 1–0 | 1–0 | 1–0 |
| 1   | Emirates Team New Zealand | 5 | 4 | 1 | 24 |  | 1–0 | 0–1 | —   | 1–0 | 1–0 | 1–0 |
| 4   | Le Défi                   | 5 | 2 | 3 | 12 |  | 0–1 | 0–1 | 0–1 | —   | 1–0 | 1–0 |
| 5   | K Challenge               | 5 | 1 | 4 | 6  |  | 0–1 | 0–1 | 0–1 | 0–1 | —   | 1–0 |
| 6   | Team Shosholoza           | 5 | 0 | 5 | 0  |  | 0–1 | 0–1 | 0–1 | 0–1 | 0–1 | —   |

#### Classifica finale
| Pos | Squadra                   | FR | MR | Pt | AP |
| --- | ------------------------- | -- | -- | -- | -- |
| 1   | BMW Oracle                | 22 | 24 | 46 | 1  |
| 2   | Alinghi                   | 20 | 24 | 44 | 2  |
| 3   | Emirates Team New Zealand | 18 | 24 | 42 | 3  |
| 4   | Le Défi                   | 5  | 12 | 17 | 4  |
| 5   | K Challenge               | 11 | 6  | 17 | 5  |
| 6   | Team Shosholoza           | 8  | 0  | 8  | 6  |

1. 1 2  Le Défi quarta in virtù dello scontro diretto con K Challenge.

### Louis Vuitton Act 2
Il Louis Vuitton Act 2 si è tenuto dal 4 al 12 ottobre 2004 a Valencia (Spagna) ed è stato vinto da Emirates Team New Zealand.
La gara è stata composta da due turni di scontri diretti fra imbarcazioni, che garantivano un punto per ogni vittoria. Tuttavia, a causa delle scarse condizioni meteo, metà del secondo round robin fu annullato e vennero garantiti 0,5 punti a ciascuna imbarcazione per ogni incontro annullato.

#### 1º round robin
| Pos | Squadra                   | G | V | P | Pt |
| --- | ------------------------- | - | - | - | -- |
| 1   | Luna Rossa                | 7 | 6 | 1 | 6  |
| 1   | Emirates Team New Zealand | 7 | 6 | 1 | 6  |
| 3   | Alinghi                   | 7 | 5 | 2 | 5  |
| 3   | BMW Oracle                | 7 | 5 | 2 | 5  |
| 5   | K Challenge               | 7 | 3 | 4 | 3  |
| 6   | Le Défi                   | 7 | 2 | 5 | 2  |
| 7   | +39 Challenge             | 7 | 1 | 6 | 1  |
| 8   | Team Shosholoza           | 7 | 0 | 7 | 0  |

|                           | +39 | ALI | ORA | NZL | KCH | LDF | LUN | SHO |
| ------------------------- | --- | --- | --- | --- | --- | --- | --- | --- |
| +39 Challenge             | —   | 0–1 | 0–1 | 0–1 | 0–1 | 0–1 | 0–1 | 1–0 |
| Alinghi                   | 1–0 | —   | 0–1 | 0–1 | 1–0 | 1–0 | 1–0 | 1–0 |
| BMW Oracle                | 1–0 | 1–0 | —   | 0–1 | 1–0 | 1–0 | 0–1 | 1–0 |
| Emirates Team New Zealand | 1–0 | 1–0 | 1–0 | —   | 1–0 | 1–0 | 0–1 | 1–0 |
| K Challenge               | 1–0 | 0–1 | 0–1 | 0–1 | —   | 1–0 | 0–1 | 1–0 |
| Le Défi                   | 1–0 | 0–1 | 0–1 | 0–1 | 0–1 | —   | 0–1 | 1–0 |
| Luna Rossa                | 1–0 | 0–1 | 1–0 | 1–0 | 1–0 | 1–0 | —   | 1–0 |
| Team Shosholoza           | 0–1 | 0–1 | 0–1 | 0–1 | 0–1 | 0–1 | 0–1 | —   |

#### 2º round robin
| Pos | Squadra                   | G | V | P | Pt  |
| --- | ------------------------- | - | - | - | --- |
| 1   | Emirates Team New Zealand | 4 | 4 | 0 | 5.5 |
| 2   | Alinghi                   | 4 | 3 | 1 | 4.5 |
| 2   | Luna Rossa                | 4 | 3 | 1 | 4.5 |
| 2   | BMW Oracle                | 4 | 3 | 1 | 4.5 |
| 5   | Le Défi                   | 4 | 2 | 2 | 3.5 |
| 6   | +39 Challenge             | 4 | 1 | 3 | 2.5 |
| 7   | K Challenge               | 4 | 0 | 4 | 1.5 |
| 7   | Team Shosholoza           | 4 | 0 | 4 | 1.5 |

|                           | +39  | ALI  | ORA  | NZL  | KCH  | LDF  | LUN  | SHO  |
| ------------------------- | ---- | ---- | ---- | ---- | ---- | ---- | ---- | ---- |
| +39 Challenge             | —    | 0–1  | 0–1  | 0–1  | n.d. | 1–0  | n.d. | n.d. |
| Alinghi                   | 1–0  | —    | n.d. | n.d. | 1–0  | n.d. | 0–1  | 1–0  |
| BMW Oracle                | 1–0  | n.d. | —    | n.d. | 1–0  | n.d. | 0–1  | 1–0  |
| Emirates Team New Zealand | 1–0  | n.d. | n.d. | —    | 1–0  | n.d. | 1–0  | 1–0  |
| K Challenge               | n.d. | 0–1  | 0–1  | 0–1  | —    | 0–1  | n.d. | n.d. |
| Le Défi                   | 0–1  | n.d. | n.d. | n.d. | 1–0  | —    | 0–1  | 1–0  |
| Luna Rossa                | n.d. | 1–0  | 1–0  | 0–1  | n.d. | 1–0  | —    | n.d. |
| Team Shosholoza           | n.d. | 0–1  | 0–1  | 0–1  | n.d. | 0–1  | n.d. | —    |

#### Classifica finale
| Pos | Squadra                   | G  | V  | P  | RR1 | RR2 | Pt   | AP |
| --- | ------------------------- | -- | -- | -- | --- | --- | ---- | -- |
| 1   | Emirates Team New Zealand | 11 | 10 | 1  | 6   | 5.5 | 11.5 | 1  |
| 2   | Luna Rossa                | 11 | 9  | 2  | 6   | 4.5 | 10.5 | 2  |
| 3   | BMW Oracle                | 11 | 8  | 3  | 5   | 4.5 | 9.5  | 3  |
| 4   | Alinghi                   | 11 | 8  | 3  | 5   | 4.5 | 9.5  | 4  |
| 5   | Le Défi                   | 11 | 4  | 7  | 2   | 3.5 | 5.5  | 5  |
| 6   | K Challenge               | 11 | 3  | 8  | 3   | 1.5 | 4.5  | 6  |
| 7   | +39 Challenge             | 11 | 2  | 9  | 1   | 2.5 | 3.5  | 7  |
| 8   | Team Shosholoza           | 11 | 0  | 11 | 0   | 1.5 | 1.5  | 8  |

1. 1 2  BMW Oracle terza in virtù dello scontro diretto con Alinghi.

### Louis Vuitton Act 3
Il Louis Vuitton Act 3 si è tenuto dal 14 al 17 ottobre 2004 a Valencia (Spagna) ed è stato vinto da Alinghi.
La gara è stata composta da sette fleet race (poi ridotte a sei a causa del cattivo tempo).
| Pos | Squadra                   | FR1 | FR2 | FR3 | FR4 | FR5 | FR6 | FR7 | Pt | AP |
| --- | ------------------------- | --- | --- | --- | --- | --- | --- | --- | -- | -- |
| 1   | Alinghi                   | 5   | 8   | 6   | 8   | 6   | 7   | —   | 40 | 1  |
| 2   | Emirates Team New Zealand | 8   | 7   | 8   | 3   | 4   | 8   | —   | 38 | 2  |
| 3   | BMW Oracle                | 4   | 3   | 7   | 6   | 8   | 6   | —   | 34 | 3  |
| 4   | Luna Rossa                | 6   | 5   | 2   | 7   | 5   | 5   | —   | 30 | 4  |
| 5   | K Challenge               | 1   | 6   | 5   | 5   | 7   | 4   | —   | 28 | 5  |
| 6   | Le Défi                   | 7   | 2   | 1   | 4   | 2   | 1   | —   | 17 | 6  |
| 7   | Team Shosholoza           | 2   | 4   | 4   | 2   | 1   | 2   | —   | 15 | 7  |
| 8   | +39 Challenge             | 3   | 1   | 3   | dnf | 3   | 3   | —   | 13 | 8  |

## ACC Championship 2005
Il Campionato di classe ACC 2005 ha visto la partecipazione di dodici imbarcazioni ed è stato vinto da Alinghi.
Per ogni Act, al vincitore venivano assegnati 12 punti, al secondo classificato 11 punti, al terzo classificato 10 punti e così via.
| Pos | Squadra                      | Act 4 | Act 5 | Act 6 | Act 7 | Act 8 | Act 9 | Pt |
| --- | ---------------------------- | ----- | ----- | ----- | ----- | ----- | ----- | -- |
| 1   | Alinghi                      | 12    | 11    | 12    | 12    | 12    | 12    | 71 |
| 2   | BMW Oracle                   | 10    | 9     | 11    | 11    | 11    | 11    | 63 |
| 3   | Emirates Team New Zealand    | 11    | 10    | 10    | 9     | 11    | 10    | 61 |
| 4   | Luna Rossa                   | 9     | 12    | 9     | 10    | 11    | 7     | 58 |
| 5   | Desafío Español              | 7     | 5     | 8     | 8     | 6     | 9     | 43 |
| 6   | Victory Challenge            | 8     | 7     | 5     | 2     | 7     | 5     | 34 |
| 7   | +39 Challenge                | 4     | 4     | 7     | 6     | 6     | 6     | 33 |
| 8   | K Challenge                  | 6     | 6     | 4     | 7     | 8     | 1     | 32 |
| 9   | Mascalzone Latino            | 5     | 8     | 6     | 4     | 4     | 3     | 30 |
| 10  | United Internet Team Germany | 3     | 3     | 3     | 5     | 2     | 4     | 20 |
| 11  | Team Shosholoza              | 1     | 1     | 2     | 3     | 4     | 8     | 19 |
| 12  | China Team                   | 2     | 2     | 1     | 1     | 1     | 2     | 9  |

### Louis Vuitton Act 4
Il Louis Vuitton Act 4 si è tenuto dal 16 al 21 giugno 2005 a Valencia (Spagna) ed è stato vinto da Alinghi.
La gara è stata composta da un unico turno di scontri diretti fra imbarcazioni, che garantivano un punto per ogni vittoria.
| Pos | Squadra                      | G  | V  | P  | Pt | AP |
| --- | ---------------------------- | -- | -- | -- | -- | -- |
| 1   | Alinghi                      | 11 | 11 | 0  | 11 | 12 |
| 2   | Emirates Team New Zealand    | 11 | 10 | 1  | 10 | 11 |
| 3   | BMW Oracle                   | 11 | 9  | 2  | 9  | 10 |
| 4   | Luna Rossa                   | 11 | 8  | 3  | 8  | 9  |
| 5   | Victory Challenge            | 11 | 6  | 5  | 6  | 8  |
| 6   | Desafío Español              | 11 | 6  | 5  | 6  | 7  |
| 7   | K Challenge                  | 11 | 4  | 7  | 4  | 6  |
| 8   | Mascalzone Latino            | 11 | 4  | 7  | 4  | 5  |
| 9   | +39 Challenge                | 11 | 4  | 7  | 4  | 4  |
| 10  | United Internet Team Germany | 11 | 3  | 8  | 3  | 3  |
| 11  | China Team                   | 11 | 1  | 10 | 1  | 2  |
| 12  | Team Shosholoza              | 11 | 0  | 11 | 0  | 1  |

1. 1 2  Victory Challenge quinta in virtù dello scontro diretto con Desafío Español.
2. ↑  K Challenge settima per aver vinto contro un'imbarcazione meglio piazzata (Victory Challenge) rispetto a +39 Challenge e Mascalzone Latino.
3. 1 2  Mascalzone Latino ottava in virtù dello scontro diretto con +39 Challenge.

|                              | +39 | ALI | ORA | CHN | DES | NZL | KCH | LUN | MLT | SHO | GER | VIC |
| ---------------------------- | --- | --- | --- | --- | --- | --- | --- | --- | --- | --- | --- | --- |
| +39 Challenge                | —   | 0–1 | 0–1 | 1–0 | 0–1 | 0–1 | 1–0 | 0–1 | 0–1 | 1–0 | 1–0 | 0–1 |
| Alinghi                      | 1–0 | —   | 1–0 | 1–0 | 1–0 | 1–0 | 1–0 | 1–0 | 1–0 | 1–0 | 1–0 | 1–0 |
| BMW Oracle                   | 1–0 | 0–1 | —   | 1–0 | 1–0 | 0–1 | 1–0 | 1–0 | 1–0 | 1–0 | 1–0 | 1–0 |
| China Team                   | 0–1 | 0–1 | 0–1 | —   | 0–1 | 0–1 | 0–1 | 0–1 | 0–1 | 1–0 | 0–1 | 0–1 |
| Desafío Español              | 1–0 | 0–1 | 0–1 | 1–0 | —   | 0–1 | 1–0 | 0–1 | 1–0 | 1–0 | 1–0 | 0–1 |
| Emirates Team New Zealand    | 1–0 | 0–1 | 1–0 | 1–0 | 1–0 | —   | 1–0 | 1–0 | 1–0 | 1–0 | 1–0 | 1–0 |
| K Challenge                  | 0–1 | 0–1 | 0–1 | 1–0 | 0–1 | 0–1 | —   | 0–1 | 1–0 | 1–0 | 0–1 | 1–0 |
| Luna Rossa                   | 1–0 | 0–1 | 0–1 | 1–0 | 1–0 | 0–1 | 1–0 | —   | 1–0 | 1–0 | 1–0 | 1–0 |
| Mascalzone Latino            | 1–0 | 0–1 | 0–1 | 1–0 | 0–1 | 0–1 | 0–1 | 0–1 | —   | 1–0 | 1–0 | 0–1 |
| Team Shosholoza              | 0–1 | 0–1 | 0–1 | 0–1 | 0–1 | 0–1 | 0–1 | 0–1 | 0–1 | —   | 0–1 | 0–1 |
| United Internet Team Germany | 0–1 | 0–1 | 0–1 | 1–0 | 0–1 | 0–1 | 1–0 | 0–1 | 0–1 | 1–0 | —   | 0–1 |
| Victory Challenge            | 1–0 | 0–1 | 0–1 | 1–0 | 1–0 | 0–1 | 0–1 | 0–1 | 1–0 | 1–0 | 1–0 | —   |

### Louis Vuitton Act 5
Il Louis Vuitton Act 5 si è tenuto dal 24 al 26 giugno 2005 a Valencia (Spagna) ed è stato vinto da Luna Rossa.
La gara è stata composta da cinque fleet race.
| Pos | Squadra                      | FR1 | FR2 | FR3 | FR4 | FR5 | Pt | AP |
| --- | ---------------------------- | --- | --- | --- | --- | --- | -- | -- |
| 1   | Luna Rossa                   | 11  | 7   | 7   | 12  | 9   | 46 | 12 |
| 2   | Alinghi                      | 10  | 6   | 11  | 11  | 8   | 46 | 11 |
| 3   | Emirates Team New Zealand    | 12  | 4   | 12  | 8   | 7   | 43 | 10 |
| 4   | BMW Oracle                   | 8   | 8   | 10  | 10  | 3   | 39 | 9  |
| 5   | Mascalzone Latino            | 1   | 12  | 8   | 6   | 11  | 38 | 8  |
| 6   | Victory Challenge            | 9   | 11  | 6   | dq  | 10  | 37 | 7  |
| 7   | K Challenge                  | 6   | 9   | 9   | 7   | 4   | 35 | 6  |
| 8   | Desafío Español              | 5   | 5   | 4   | 5   | 12  | 31 | 5  |
| 9   | +39 Challenge                | 3   | 10  | 3   | 4   | 6   | 26 | 4  |
| 10  | United Internet Team Germany | 7   | 2   | 5   | 9   | 2   | 25 | 3  |
| 11  | China Team                   | 2   | 1   | 1   | 3   | 5   | 12 | 2  |
| 12  | Team Shosholoza              | 4   | 3   | 2   | 2   | 1   | 12 | 1  |

1. 1 2  Luna Rossa prima in virtù del miglior posizionamento assoluto (primo posto nella quarta fleet race) rispetto ad Alinghi (secondo posto nella terza e nella quarta fleet race).
2. 1 2  China Team undicesima in virtù del miglior posizionamento assoluto (ottavo posto nella quinta fleet race) rispetto a Team Shosholoza (nono posto nella prima fleet race).

### Louis Vuitton Act 6
Il Louis Vuitton Act 6 si è tenuto dal 23 al 30 agosto 2005 a Malmö (Svezia) ed è stato vinto da Alinghi.
La gara è stata composta da un unico turno di scontri diretti fra imbarcazioni, che garantivano un punto per ogni vittoria.
| Pos | Squadra                      | G  | V  | P  | Pt | AP |
| --- | ---------------------------- | -- | -- | -- | -- | -- |
| 1   | Alinghi                      | 11 | 11 | 0  | 11 | 12 |
| 2   | BMW Oracle                   | 11 | 10 | 1  | 10 | 11 |
| 3   | Emirates Team New Zealand    | 11 | 8  | 3  | 8  | 10 |
| 4   | Luna Rossa                   | 11 | 8  | 3  | 8  | 9  |
| 5   | Desafío Español              | 11 | 6  | 5  | 6  | 8  |
| 6   | +39 Challenge                | 11 | 6  | 5  | 6  | 7  |
| 7   | Mascalzone Latino            | 11 | 5  | 6  | 5  | 6  |
| 8   | Victory Challenge            | 11 | 4  | 7  | 4  | 5  |
| 9   | K Challenge                  | 11 | 3  | 8  | 3  | 4  |
| 10  | United Internet Team Germany | 11 | 2  | 9  | 2  | 3  |
| 11  | Team Shosholoza              | 11 | 2  | 9  | 2  | 2  |
| 12  | China Team                   | 11 | 1  | 10 | 1  | 1  |

1. 1 2  Emirates Team New Zealand terza in virtù dello scontro diretto con Luna Rossa.
2. 1 2  Desafío Español quinta in virtù dello scontro diretto con +39 Challenge.
3. 1 2  United Internet Team Germany decima in virtù dello scontro diretto con Team Shosholoza.

|                              | +39 | ALI | ORA | CHN | DES | NZL | KCH | LUN | MLT | SHO | GER | VIC |
| ---------------------------- | --- | --- | --- | --- | --- | --- | --- | --- | --- | --- | --- | --- |
| +39 Challenge                | —   | 0–1 | 0–1 | 1–0 | 0–1 | 1–0 | 0–1 | 0–1 | 1–0 | 1–0 | 1–0 | 1–0 |
| Alinghi                      | 1–0 | —   | 1–0 | 1–0 | 1–0 | 1–0 | 1–0 | 1–0 | 1–0 | 1–0 | 1–0 | 1–0 |
| BMW Oracle                   | 1–0 | 0–1 | —   | 1–0 | 1–0 | 1–0 | 1–0 | 1–0 | 1–0 | 1–0 | 1–0 | 1–0 |
| China Team                   | 0–1 | 0–1 | 0–1 | —   | 0–1 | 0–1 | 1–0 | 0–1 | 0–1 | 0–1 | 0–1 | 0–1 |
| Desafío Español              | 1–0 | 0–1 | 0–1 | 1–0 | —   | 0–1 | 1–0 | 0–1 | 1–0 | 1–0 | 1–0 | 0–1 |
| Emirates Team New Zealand    | 0–1 | 0–1 | 0–1 | 1–0 | 1–0 | —   | 1–0 | 1–0 | 1–0 | 1–0 | 1–0 | 1–0 |
| K Challenge                  | 1–0 | 0–1 | 0–1 | 0–1 | 0–1 | 0–1 | —   | 0–1 | 0–1 | 1–0 | 1–0 | 0–1 |
| Luna Rossa                   | 1–0 | 0–1 | 0–1 | 1–0 | 1–0 | 0–1 | 1–0 | —   | 1–0 | 1–0 | 1–0 | 1–0 |
| Mascalzone Latino            | 0–1 | 0–1 | 0–1 | 1–0 | 0–1 | 0–1 | 1–0 | 0–1 | —   | 1–0 | 1–0 | 1–0 |
| Team Shosholoza              | 0–1 | 0–1 | 0–1 | 1–0 | 0–1 | 0–1 | 0–1 | 0–1 | 0–1 | —   | 0–1 | 1–0 |
| United Internet Team Germany | 0–1 | 0–1 | 0–1 | 1–0 | 0–1 | 0–1 | 0–1 | 0–1 | 0–1 | 1–0 | —   | 0–1 |
| Victory Challenge            | 0–1 | 0–1 | 0–1 | 1–0 | 1–0 | 0–1 | 1–0 | 0–1 | 0–1 | 0–1 | 1–0 | —   |

### Louis Vuitton Act 7
Il Louis Vuitton Act 7 si è tenuto dal 2 al 4 settembre 2005 a Malmö (Svezia) ed è stato vinto da Alinghi.
La gara è stata composta da cinque fleet race, poi ridotte a tre a causa delle condizioni meteo avverse.
| Pos | Squadra                      | FR1 | FR2 | FR3 | FR4 | FR5 | Pt | AP |
| --- | ---------------------------- | --- | --- | --- | --- | --- | -- | -- |
| 1   | Alinghi                      | 11  | 9   | 12  | —   | —   | 32 | 12 |
| 2   | BMW Oracle                   | 12  | 11  | 9   | —   | —   | 32 | 11 |
| 3   | Luna Rossa                   | 7   | 10  | 11  | —   | —   | 28 | 10 |
| 4   | Emirates Team New Zealand    | 9   | 7   | 10  | —   | —   | 26 | 9  |
| 5   | Desafío Español              | 10  | 8   | 8   | —   | —   | 26 | 8  |
| 6   | K Challenge                  | 3   | 12  | 4   | —   | —   | 19 | 7  |
| 7   | +39 Challenge                | 4   | 6   | 7   | —   | —   | 17 | 6  |
| 8   | United Internet Team Germany | 8   | 3   | 6   | —   | —   | 17 | 5  |
| 9   | Mascalzone Latino            | 5   | 5   | 2   | —   | —   | 12 | 4  |
| 10  | Team Shosholoza              | 6   | 2   | 3   | —   | —   | 11 | 3  |
| 11  | Victory Challenge            | 1   | 4   | 5   | —   | —   | 10 | 2  |
| 12  | China Team                   | 2   | 1   | 1   | —   | —   | 4  | 1  |

1. 1 2  Alinghi prima in virtù del miglior posizionamento nell'ultima gara rispetto a BMW Oracle.
2. 1 2  Emirates Team New Zealand quarta in virtù del miglior posizionamento nell'ultima gara rispetto a Desafío Español.
3. 1 2  +39 Challenge settima in virtù del miglior posizionamento nell'ultima gara rispetto a United Internet Team Germany.

### Louis Vuitton Act 8
Il Louis Vuitton Act 8 si è tenuto dal 29 settembre al 5 ottobre 2005 a Trapani (Italia) ed è stato vinto da Alinghi.
La gara è stata composta da un unico turno di scontri diretti fra imbarcazioni, che garantivano un punto per ogni vittoria. Contrariamente alle altre manifestazioni, in caso di pari merito venivano attribuiti gli stessi Act Points a tutte le imbarcazioni (fatto salvo il primo posto).
| Pos | Squadra                      | G  | V | P  | Pt | AP |
| --- | ---------------------------- | -- | - | -- | -- | -- |
| 1   | Alinghi                      | 11 | 9 | 2  | 9  | 12 |
| 2   | Emirates Team New Zealand    | 11 | 9 | 2  | 9  | 11 |
| 3   | Luna Rossa                   | 11 | 9 | 2  | 9  | 11 |
| 4   | BMW Oracle                   | 11 | 9 | 2  | 9  | 11 |
| 5   | K Challenge                  | 11 | 7 | 4  | 7  | 8  |
| 6   | Victory Challenge            | 11 | 6 | 5  | 6  | 7  |
| 7   | +39 Challenge                | 11 | 4 | 7  | 4  | 6  |
| 8   | Desafío Español              | 11 | 4 | 7  | 4  | 6  |
| 9   | Mascalzone Latino            | 11 | 3 | 8  | 3  | 4  |
| 10  | Team Shosholoza              | 11 | 3 | 8  | 3  | 4  |
| 11  | United Internet Team Germany | 11 | 2 | 9  | 2  | 2  |
| 12  | China Team                   | 11 | 1 | 10 | 1  | 1  |

1. ↑  Alinghi prima in virtù dello scontro diretto con Emirates Team New Zealand.
2. ↑  Emirates Team New Zealand seconda in virtù degli scontri diretti con Luna Rossa e BMW Oracle.
3. 1 2  Luna Rossa terza in virtù dello scontro diretto con BMW Oracle.
4. 1 2  +39 Challenge settima in virtù dello scontro diretto con Desafío Español.
5. 1 2  Mascalzone Latino nona in virtù dello scontro diretto con Team Shosholoza.

|                              | +39 | ALI | ORA | CHN | DES | NZL | KCH | LUN | MLT | SHO | GER | VIC |
| ---------------------------- | --- | --- | --- | --- | --- | --- | --- | --- | --- | --- | --- | --- |
| +39 Challenge                | —   | 0–1 | 0–1 | 0–1 | 1–0 | 0–1 | 0–1 | 0–1 | 1–0 | 1–0 | 1–0 | 0–1 |
| Alinghi                      | 1–0 | —   | 0–1 | 1–0 | 1–0 | 1–0 | 0–1 | 1–0 | 1–0 | 1–0 | 1–0 | 1–0 |
| BMW Oracle                   | 1–0 | 1–0 | —   | 1–0 | 1–0 | 0–1 | 1–0 | 0–1 | 1–0 | 1–0 | 1–0 | 1–0 |
| China Team                   | 1–0 | 0–1 | 0–1 | —   | 0–1 | 0–1 | 0–1 | 0–1 | 0–1 | 0–1 | 0–1 | 0–1 |
| Desafío Español              | 0–1 | 0–1 | 0–1 | 1–0 | —   | 0–1 | 0–1 | 0–1 | 1–0 | 1–0 | 1–0 | 0–1 |
| Emirates Team New Zealand    | 1–0 | 0–1 | 1–0 | 1–0 | 1–0 | —   | 0–1 | 1–0 | 1–0 | 1–0 | 1–0 | 1–0 |
| K Challenge                  | 1–0 | 1–0 | 0–1 | 1–0 | 1–0 | 1–0 | —   | 0–1 | 1–0 | 0–1 | 1–0 | 0–1 |
| Luna Rossa                   | 1–0 | 0–1 | 1–0 | 1–0 | 1–0 | 0–1 | 1–0 | —   | 1–0 | 1–0 | 1–0 | 1–0 |
| Mascalzone Latino            | 0–1 | 0–1 | 0–1 | 1–0 | 0–1 | 0–1 | 0–1 | 0–1 | —   | 1–0 | 0–1 | 1–0 |
| Team Shosholoza              | 0–1 | 0–1 | 0–1 | 1–0 | 0–1 | 0–1 | 1–0 | 0–1 | 0–1 | —   | 1–0 | 0–1 |
| United Internet Team Germany | 0–1 | 0–1 | 0–1 | 1–0 | 0–1 | 0–1 | 0–1 | 0–1 | 1–0 | 0–1 | —   | 0–1 |
| Victory Challenge            | 1–0 | 0–1 | 0–1 | 1–0 | 1–0 | 0–1 | 1–0 | 0–1 | 0–1 | 1–0 | 1–0 | —   |

### Louis Vuitton Act 9
Il Louis Vuitton Act 9 si è tenuto dal 7 al 9 ottobre 2005 a Trapani (Italia) ed è stato vinto da Alinghi.
La gara è stata composta da cinque fleet race.
| Pos | Squadra                      | FR1 | FR2 | FR3 | FR4 | FR5 | Pt | AP |
| --- | ---------------------------- | --- | --- | --- | --- | --- | -- | -- |
| 1   | Alinghi                      | 10  | 12  | 12  | 12  | 10  | 56 | 12 |
| 2   | BMW Oracle                   | 12  | 11  | 11  | 11  | 11  | 56 | 11 |
| 3   | Emirates Team New Zealand    | 11  | 10  | 8   | 10  | 7   | 46 | 10 |
| 4   | Desafío Español              | 7   | 7   | 9   | 5   | 12  | 40 | 9  |
| 5   | Team Shosholoza              | 8   | 8   | 10  | 6   | 5   | 37 | 8  |
| 6   | Luna Rossa                   | 2   | 9   | 7   | 7   | 9   | 34 | 7  |
| 7   | +39 Challenge                | 5   | 5   | 6   | 2   | 8   | 26 | 6  |
| 8   | Victory Challenge            | 3   | 2   | 5   | 8   | 6   | 24 | 5  |
| 9   | United Internet Team Germany | 9   | 6   | 2   | 1   | 4   | 22 | 4  |
| 10  | Mascalzone Latino            | 1   | 3   | 4   | 9   | 2   | 19 | 3  |
| 11  | China Team                   | 4   | 4   | 1   | 4   | 3   | 16 | 2  |
| 12  | K Challenge                  | 6   | dnf | 3   | 3   | dns | 14 | 1  |

1. 1 2  Alinghi prima in virtù del maggior numero di vittorie rispetto a BMW Oracle.

## ACC Championship 2006
Il Campionato di classe ACC 2006 ha visto la partecipazione di dodici imbarcazioni ed è stato vinto da Emirates Team New Zealand.
Per ogni Act, al vincitore venivano assegnati 12 punti, al secondo classificato 11 punti, al terzo classificato 10 punti e così via.
| Pos | Squadra                      | Act 10 | Act 11 | Act 12 | pts |
| --- | ---------------------------- | ------ | ------ | ------ | --- |
| 1   | Emirates Team New Zealand    | 10     | 10     | 12     | 32  |
| 2   | Alinghi                      | 9      | 12     | 11     | 32  |
| 3   | BMW Oracle                   | 12     | 9      | 10     | 31  |
| 4   | Luna Rossa                   | 11     | 11     | 9      | 31  |
| 5   | Mascalzone Latino            | 6      | 8      | 7      | 21  |
| 6   | Desafío Español              | 8      | 4      | 8      | 20  |
| 7   | Team Shosholoza              | 5      | 7      | 5      | 17  |
| 8   | Victory Challenge            | 7      | 3      | 6      | 16  |
| 9   | Areva Challenge              | 3      | 6      | 4      | 13  |
| 10  | +39 Challenge                | 4      | 5      | 3      | 12  |
| 11  | United Internet Team Germany | 2      | 2      | 2      | 6   |
| 12  | China Team                   | 1      | 1      | 1      | 3   |

### Louis Vuitton Act 10
Il Louis Vuitton Act 10 si è tenuto dall'11 al 16 maggio 2006 a Valencia (Spagna) ed è stato vinto da BMW Oracle.
La gara è stata composta da un unico turno di scontri diretti fra imbarcazioni, che garantivano un punto per ogni vittoria.
| Pos | Squadra                      | G  | V  | P  | Pt | AP |
| --- | ---------------------------- | -- | -- | -- | -- | -- |
| 1   | BMW Oracle                   | 11 | 10 | 1  | 10 | 12 |
| 2   | Luna Rossa                   | 11 | 9  | 2  | 9  | 11 |
| 3   | Emirates Team New Zealand    | 11 | 9  | 2  | 9  | 10 |
| 4   | Alinghi                      | 11 | 9  | 2  | 9  | 9  |
| 5   | Desafío Español              | 11 | 6  | 5  | 6  | 8  |
| 6   | Victory Challenge            | 11 | 6  | 5  | 6  | 7  |
| 7   | Mascalzone Latino            | 11 | 5  | 6  | 5  | 6  |
| 8   | Team Shosholoza              | 11 | 4  | 7  | 4  | 5  |
| 9   | +39 Challenge                | 11 | 3  | 8  | 3  | 4  |
| 10  | Areva Challenge              | 11 | 3  | 8  | 3  | 3  |
| 11  | United Internet Team Germany | 11 | 2  | 9  | 2  | 2  |
| 12  | China Team                   | 11 | 0  | 11 | 0  | 1  |

1. ↑  Luna Rossa seconda in virtù degli scontri diretti con Emirates Team New Zealand e Alinghi.
2. 1 2  Emirates Team New Zealand terza in virtù dello scontro diretto con Alinghi.
3. 1 2  Desafío Español quinta in virtù dello scontro diretto con Victory Challenge.
4. 1 2  +39 Challenge nona in virtù dello scontro diretto con Areva Challenge.

|                              | +39 | ALI | ARE | ORA | CHN | DES | NZL | LUN | MLT | SHO | GER | VIC |
| ---------------------------- | --- | --- | --- | --- | --- | --- | --- | --- | --- | --- | --- | --- |
| +39 Challenge                | —   | 0–1 | 1–0 | 0–1 | 1–0 | 0–1 | 0–1 | 0–1 | 0–1 | 0–1 | 1–0 | 0–1 |
| Alinghi                      | 1–0 | —   | 1–0 | 1–0 | 1–0 | 1–0 | 0–1 | 0–1 | 1–0 | 1–0 | 1–0 | 1–0 |
| Areva Challenge              | 0–1 | 0–1 | —   | 0–1 | 1–0 | 1–0 | 0–1 | 0–1 | 0–1 | 0–1 | 1–0 | 0–1 |
| BMW Oracle                   | 1–0 | 0–1 | 1–0 | —   | 1–0 | 1–0 | 1–0 | 1–0 | 1–0 | 1–0 | 1–0 | 1–0 |
| China Team                   | 0–1 | 0–1 | 0–1 | 0–1 | —   | 0–1 | 0–1 | 0–1 | 0–1 | 0–1 | 0–1 | 0–1 |
| Desafío Español              | 1–0 | 0–1 | 0–1 | 0–1 | 1–0 | —   | 0–1 | 1–0 | 1–0 | 0–1 | 1–0 | 1–0 |
| Emirates Team New Zealand    | 1–0 | 1–0 | 1–0 | 0–1 | 1–0 | 1–0 | —   | 0–1 | 1–0 | 1–0 | 1–0 | 1–0 |
| Luna Rossa                   | 1–0 | 1–0 | 1–0 | 0–1 | 1–0 | 0–1 | 1–0 | —   | 1–0 | 1–0 | 1–0 | 1–0 |
| Mascalzone Latino            | 1–0 | 0–1 | 1–0 | 0–1 | 1–0 | 0–1 | 0–1 | 0–1 | —   | 1–0 | 1–0 | 0–1 |
| Team Shosholoza              | 1–0 | 0–1 | 1–0 | 0–1 | 1–0 | 1–0 | 0–1 | 0–1 | 0–1 | —   | 0–1 | 0–1 |
| United Internet Team Germany | 0–1 | 0–1 | 0–1 | 0–1 | 1–0 | 0–1 | 0–1 | 0–1 | 0–1 | 1–0 | —   | 0–1 |
| Victory Challenge            | 1–0 | 0–1 | 1–0 | 0–1 | 1–0 | 0–1 | 0–1 | 0–1 | 1–0 | 1–0 | 1–0 | —   |

1. 1 2  Regata sospesa e poi ripetuta.[2]

### Louis Vuitton Act 11
Il Louis Vuitton Act 11 si è tenuto dal 19 al 21 maggio 2006 a Valencia (Spagna) ed è stato vinto da Alinghi.
La gara è stata composta da cinque fleet race.
| Pos | Squadra                      | FR1 | FR2 | FR3 | FR4 | FR5 | Pt | AP |
| --- | ---------------------------- | --- | --- | --- | --- | --- | -- | -- |
| 1   | Alinghi                      | 7   | 12  | 12  | 10  | 12  | 53 | 12 |
| 2   | Luna Rossa                   | 3   | 11  | 10  | 12  | 9   | 45 | 11 |
| 3   | Emirates Team New Zealand    | 9   | 6   | 11  | 8   | 11  | 45 | 10 |
| 4   | BMW Oracle                   | 4   | 7   | 9   | 11  | 10  | 41 | 9  |
| 5   | Mascalzone Latino            | 11  | 3   | 8   | 9   | 8   | 39 | 8  |
| 6   | Team Shosholoza              | 8   | 8   | 7   | 5   | 5   | 33 | 7  |
| 7   | Areva Challenge              | 6   | 9   | 5   | 6   | 6   | 32 | 6  |
| 8   | +39 Challenge                | 10  | 1   | 6   | 7   | 7   | 31 | 5  |
| 9   | Desafío Español              | 5   | 10  | 3   | 4   | 4   | 26 | 4  |
| 10  | Victory Challenge            | 12  | 5   | 2   | 3   | 2   | 24 | 3  |
| 11  | United Internet Team Germany | 2   | 2   | 4   | 2   | 3   | 13 | 2  |
| 12  | China Team                   | 1   | 4   | 1   | dnf | dnf | 6  | 1  |

1. 1 2  Luna Rossa seconda in virtù del miglior posizionamento assoluto (primo posto nella quarta fleet race) rispetto a Emirates Team New Zealand (secondo posto nella terza e nella quinta fleet race).

### Louis Vuitton Act 12
Il Louis Vuitton Act 12 si è tenuto dal 22 giugno al 2 luglio 2006 a Valencia (Spagna) ed è stato vinto da Emirates Team New Zealand.
La gara è stata composta da un turno di scontri diretti fra imbarcazioni, che garantivano un punto per ogni vittoria, e da un mini-torneo a eliminazione diretta per stabilire la classifica finale.

#### Primo turno
| Pos | Squadra                      | G  | V  | P  | Pt | Risultato                             |
| --- | ---------------------------- | -- | -- | -- | -- | ------------------------------------- |
| 1   | Emirates Team New Zealand    | 11 | 11 | 0  | 11 | Qualificate al torneo per il 1º posto |
| 2   | Luna Rossa                   | 11 | 10 | 1  | 10 | Qualificate al torneo per il 1º posto |
| 3   | Alinghi                      | 11 | 8  | 3  | 8  | Qualificate al torneo per il 1º posto |
| 4   | BMW Oracle                   | 11 | 8  | 3  | 8  | Qualificate al torneo per il 1º posto |
| 5   | Desafío Español              | 11 | 7  | 4  | 7  | Qualificate al torneo per il 5º posto |
| 6   | Mascalzone Latino            | 11 | 6  | 5  | 6  | Qualificate al torneo per il 5º posto |
| 7   | Victory Challenge            | 11 | 6  | 5  | 6  | Qualificate al torneo per il 5º posto |
| 8   | Team Shosholoza              | 11 | 3  | 8  | 3  | Qualificate al torneo per il 5º posto |
| 9   | Areva Challenge              | 11 | 3  | 8  | 3  | Qualificate al torneo per il 9º posto |
| 10  | +39 Challenge                | 11 | 3  | 8  | 3  | Qualificate al torneo per il 9º posto |
| 11  | United Internet Team Germany | 11 | 1  | 10 | 1  | Qualificate al torneo per il 9º posto |
| 12  | China Team                   | 11 | 0  | 11 | 0  | Qualificate al torneo per il 9º posto |

|                              | +39 | ALI | ARE | ORA | CHN | DES | NZL | LUN | MLT | SHO | GER | VIC |
| ---------------------------- | --- | --- | --- | --- | --- | --- | --- | --- | --- | --- | --- | --- |
| +39 Challenge                | —   | 0–1 | 0–1 | 0–1 | 1–0 | 0–1 | 0–1 | 0–1 | 0–1 | 1–0 | 1–0 | 0–1 |
| Alinghi                      | 1–0 | —   | 1–0 | 1–0 | 1–0 | 1–0 | 0–1 | 0–1 | 1–0 | 1–0 | 1–0 | 0–1 |
| Areva Challenge              | 1–0 | 0–1 | —   | 0–1 | 1–0 | 0–1 | 0–1 | 0–1 | 0–1 | 0–1 | 1–0 | 0–1 |
| BMW Oracle                   | 1–0 | 0–1 | 1–0 | —   | 1–0 | 1–0 | 0–1 | 0–1 | 1–0 | 1–0 | 1–0 | 1–0 |
| China Team                   | 0–1 | 0–1 | 0–1 | 0–1 | —   | 0–1 | 0–1 | 0–1 | 0–1 | 0–1 | 0–1 | 0–1 |
| Desafío Español              | 1–0 | 0–1 | 1–0 | 0–1 | 1–0 | —   | 0–1 | 0–1 | 1–0 | 1–0 | 1–0 | 1–0 |
| Emirates Team New Zealand    | 1–0 | 1–0 | 1–0 | 1–0 | 1–0 | 1–0 | —   | 1–0 | 1–0 | 1–0 | 1–0 | 1–0 |
| Luna Rossa                   | 1–0 | 1–0 | 1–0 | 1–0 | 1–0 | 1–0 | 0–1 | —   | 1–0 | 1–0 | 1–0 | 1–0 |
| Mascalzone Latino            | 1–0 | 0–1 | 1–0 | 0–1 | 1–0 | 0–1 | 0–1 | 0–1 | —   | 1–0 | 1–0 | 1–0 |
| Team Shosholoza              | 0–1 | 0–1 | 1–0 | 0–1 | 1–0 | 0–1 | 0–1 | 0–1 | 0–1 | —   | 1–0 | 0–1 |
| United Internet Team Germany | 0–1 | 0–1 | 0–1 | 0–1 | 1–0 | 0–1 | 0–1 | 0–1 | 0–1 | 0–1 | —   | 0–1 |
| Victory Challenge            | 1–0 | 1–0 | 1–0 | 0–1 | 1–0 | 0–1 | 0–1 | 0–1 | 0–1 | 1–0 | 1–0 | —   |

#### Secondo turno

##### Torneo per il 1º posto
|  | Semifinali                | Semifinali                | Semifinali |         |                           | Finale                    | Finale          | Finale          |  |
|  |                           |                           |            |         |                           |                           |                 |                 |  |
|  | Emirates Team New Zealand | Emirates Team New Zealand | 2          |         |                           |                           |                 |                 |  |
|  | Emirates Team New Zealand | Emirates Team New Zealand | 2          |         |                           |                           |                 |                 |  |
|  | BMW Oracle                | BMW Oracle                | 1          |         |                           |                           |                 |                 |  |
|  | BMW Oracle                | BMW Oracle                | 1          |         | Emirates Team New Zealand | Emirates Team New Zealand | 2               |                 |  |
|  |                           |                           |            |         | Emirates Team New Zealand | Emirates Team New Zealand | 2               |                 |  |
|  |                           |                           | Alinghi    | Alinghi | 1                         |                           |                 |                 |  |
|  | Luna Rossa                | Luna Rossa                | Alinghi    | Alinghi | 1                         | 0                         |                 |                 |  |
|  | Luna Rossa                | Luna Rossa                |            |         |                           | 0                         |                 |                 |  |
|  | Alinghi                   | Alinghi                   | 2          |         |                           | Finale 3º posto           | Finale 3º posto | Finale 3º posto |  |
|  | Alinghi                   | Alinghi                   | 2          |         |                           |                           |                 |                 |  |
|  |                           |                           |            |         |                           |                           |                 |                 |  |
|  |                           |                           |            |         |                           | BMW Oracle                | BMW Oracle      | 2               |  |
|  |                           |                           |            |         |                           | BMW Oracle                | BMW Oracle      | 2               |  |
|  |                           |                           |            |         |                           | Luna Rossa                | Luna Rossa      | 0               |  |

##### Torneo per il 5º posto
|  | Semifinali 5º-8º posto | Semifinali 5º-8º posto | Semifinali 5º-8º posto |                   |                 | Finale 5º posto   | Finale 5º posto   | Finale 5º posto |  |
|  |                        |                        |                        |                   |                 |                   |                   |                 |  |
|  | Desafío Español        | Desafío Español        | 2                      |                   |                 |                   |                   |                 |  |
|  | Desafío Español        | Desafío Español        | 2                      |                   |                 |                   |                   |                 |  |
|  | Team Shosholoza        | Team Shosholoza        | 1                      |                   |                 |                   |                   |                 |  |
|  | Team Shosholoza        | Team Shosholoza        | 1                      |                   | Desafío Español | Desafío Español   | 2                 |                 |  |
|  |                        |                        |                        |                   | Desafío Español | Desafío Español   | 2                 |                 |  |
|  |                        |                        | Mascalzone Latino      | Mascalzone Latino | 0               |                   |                   |                 |  |
|  | Mascalzone Latino      | Mascalzone Latino      | Mascalzone Latino      | Mascalzone Latino | 0               | 2                 |                   |                 |  |
|  | Mascalzone Latino      | Mascalzone Latino      |                        |                   |                 | 2                 |                   |                 |  |
|  | Victory Challenge      | Victory Challenge      | 0                      |                   |                 | Finale 7º posto   | Finale 7º posto   | Finale 7º posto |  |
|  | Victory Challenge      | Victory Challenge      | 0                      |                   |                 |                   |                   |                 |  |
|  |                        |                        |                        |                   |                 |                   |                   |                 |  |
|  |                        |                        |                        |                   |                 | Team Shosholoza   | Team Shosholoza   | 1               |  |
|  |                        |                        |                        |                   |                 | Team Shosholoza   | Team Shosholoza   | 1               |  |
|  |                        |                        |                        |                   |                 | Victory Challenge | Victory Challenge | 2               |  |

##### Torneo per il 9º posto
|  | Semifinali 9º-12º posto      | Semifinali 9º-12º posto      | Semifinali 9º-12º posto |               |                 | Finale 9º posto              | Finale 9º posto              | Finale 9º posto  |  |
|  |                              |                              |                         |               |                 |                              |                              |                  |  |
|  | Areva Challenge              | Areva Challenge              | 2                       |               |                 |                              |                              |                  |  |
|  | Areva Challenge              | Areva Challenge              | 2                       |               |                 |                              |                              |                  |  |
|  | China Team                   | China Team                   | 0                       |               |                 |                              |                              |                  |  |
|  | China Team                   | China Team                   | 0                       |               | Areva Challenge | Areva Challenge              | 2                            |                  |  |
|  |                              |                              |                         |               | Areva Challenge | Areva Challenge              | 2                            |                  |  |
|  |                              |                              | +39 Challenge           | +39 Challenge | 0               |                              |                              |                  |  |
|  | +39 Challenge                | +39 Challenge                | +39 Challenge           | +39 Challenge | 0               | 2                            |                              |                  |  |
|  | +39 Challenge                | +39 Challenge                |                         |               |                 | 2                            |                              |                  |  |
|  | United Internet Team Germany | United Internet Team Germany | 0                       |               |                 | Finale 11º posto             | Finale 11º posto             | Finale 11º posto |  |
|  | United Internet Team Germany | United Internet Team Germany | 0                       |               |                 |                              |                              |                  |  |
|  |                              |                              |                         |               |                 |                              |                              |                  |  |
|  |                              |                              |                         |               |                 | China Team                   | China Team                   | 0                |  |
|  |                              |                              |                         |               |                 | China Team                   | China Team                   | 0                |  |
|  |                              |                              |                         |               |                 | United Internet Team Germany | United Internet Team Germany | 2                |  |

#### Classifica finale
| Pos | Squadra                      | G  | V  | P  | AP |
| --- | ---------------------------- | -- | -- | -- | -- |
| 1   | Emirates Team New Zealand    | 17 | 15 | 2  | 12 |
| 2   | Alinghi                      | 16 | 11 | 5  | 11 |
| 3   | BMW Oracle                   | 16 | 11 | 5  | 10 |
| 4   | Luna Rossa                   | 15 | 10 | 5  | 9  |
|     |                              |    |    |    |    |
| 5   | Desafío Español              | 16 | 11 | 5  | 8  |
| 6   | Mascalzone Latino            | 15 | 8  | 7  | 7  |
| 7   | Victory Challenge            | 16 | 8  | 8  | 6  |
| 8   | Team Shosholoza              | 17 | 5  | 12 | 5  |
|     |                              |    |    |    |    |
| 9   | Areva Challenge              | 15 | 7  | 8  | 4  |
| 10  | +39 Challenge                | 15 | 5  | 10 | 3  |
| 11  | United Internet Team Germany | 15 | 3  | 12 | 2  |
| 12  | China Team                   | 15 | 0  | 15 | 1  |

## Stagione 2007
Nel 2007, non si è tenuto alcun campionato di classe ACC, dal momento che si sarebbe tenuta la America's Cup. Si tenne pertanto solo un ultimo Act, in cui al vincitore venivano assegnati 12 punti, al secondo classificato 11 punti, al terzo classificato 10 punti e così via.

### Louis Vuitton Act 13
Il Louis Vuitton Act 13 si è tenuto dal 3 al 7 aprile 2007 a Valencia (Spagna) ed è stato vinto da Alinghi.
La gara è stata composta da sette fleet race.
+39 Challenge è stata costretta al ritiro durante la terza gara per uno scontro con United Internet Team Germany, in seguito al quale le venne confermato il quinto posto nell'ultima gara disputata.
| Pos | Squadra                      | FR1 | FR2 | FR3 | FR4 | FR5 | FR6 | FR7 | Pt | AP |
| --- | ---------------------------- | --- | --- | --- | --- | --- | --- | --- | -- | -- |
| 1   | Alinghi                      | 9   | 12  | 12  | 12  | 10  | 11  | 12  | 78 | 12 |
| 2   | Emirates Team New Zealand    | 8   | 10  | 9   | 8   | 12  | 10  | 7   | 64 | 11 |
| 3   | Mascalzone Latino            | 10  | 7   | 8   | 11  | 9   | 8   | 10  | 63 | 10 |
| 4   | Luna Rossa                   | 6   | 8   | 11  | 10  | 11  | 5   | 9   | 60 | 9  |
| 5   | BMW Oracle                   | 12  | 9   | 6   | 9   | 3   | 7   | 11  | 57 | 8  |
| 6   | Desafío Español              | 5   | 11  | 10  | 4   | 7   | 12  | 6   | 55 | 7  |
| 7   | Team Shosholoza              | 11  | 5   | 3   | 6   | 8   | 6   | 4   | 43 | 6  |
| 8   | Victory Challenge            | 1   | 2   | 7   | 5   | 6   | 9   | 5   | 35 | 5  |
| 9   | Areva Challenge              | 4   | 3   | 5   | 3   | 5   | 3   | 8   | 31 | 4  |
| 10  | United Internet Team Germany | 7   | 4   | dq  | 7   | 4   | 4   | 3   | 29 | 3  |
| 11  | +39 Challenge                | 3   | 6   | 8   | dns | dns | dns | dns | 17 | 2  |
| 12  | China Team                   | 2   | 1   | 4   | 2   | 2   | 2   | 2   | 15 | 1  |

## Classifica finale
Al termine dei Louis Vuitton Act, ogni imbarcazione sfidante ricevette un certo numero di punti bonus (compresi fra 1 e 4) per la Louis Vuitton Cup 2007, in base ai risultati ottenuti negli Act dal 4 al 13. Per determinare la classifica, vennero usati i seguenti criteri:
1. i risultati del defender Alinghi erano esclusi dal conteggio;
2. per gli Act dal 4 al 9, venivano assegnati 11 punti alla migliore imbarcazione, 10 alla seconda, 9 alla terza e così via;
3. per gli Act dal 10 al 12, venivano assegnati 22 punti alla migliore imbarcazione, 20 alla seconda, 18 alla terza e così via;
4. per l'Act 13, venivano assegnati 33 punti alla migliore imbarcazione, 30 alla seconda, 27 alla terza e così via;
5. in caso di pari merito in un Act, veniva assegnato lo stesso numero di punti alle imbarcazioni.

L'imbarcazione con più punti veniva premiata con 4 punti bonus, le imbarcazioni dalla seconda alla quarta con 3 punti, le imbarcazioni dalla quinta alla settima con 2 punti e tutte quelle dall'ottavo posto in poi con 1 punto.
| Pos | Squadra                      | Act 4 | Act 5 | Act 6 | Act 7 | Act 8 | Act 9 | Act 10 | Act 11 | Act 12 | Act 13 | Pt  | Bonus |
| --- | ---------------------------- | ----- | ----- | ----- | ----- | ----- | ----- | ------ | ------ | ------ | ------ | --- | ----- |
| 1   | Emirates Team New Zealand    | 11    | 10    | 10    | 9     | 11    | 10    | 20     | 22     | 22     | 33     | 158 | 4     |
| 2   | BMW Oracle                   | 10    | 9     | 11    | 11    | 11    | 11    | 22     | 18     | 20     | 24     | 147 | 3     |
| 3   | Luna Rossa                   | 9     | 11    | 10    | 10    | 11    | 7     | 20     | 22     | 18     | 27     | 145 | 3     |
| 4   | Desafío Español              | 8     | 5     | 8     | 9     | 6     | 9     | 16     | 8      | 16     | 21     | 106 | 3     |
| 5   | Mascalzone Latino            | 6     | 8     | 6     | 4     | 4     | 3     | 12     | 16     | 14     | 30     | 103 | 2     |
| 6   | Victory Challenge            | 8     | 7     | 5     | 2     | 7     | 5     | 16     | 6      | 12     | 15     | 83  | 2     |
| 7   | Team Shosholoza              | 1     | 2     | 3     | 3     | 4     | 8     | 10     | 14     | 10     | 18     | 73  | 2     |
| 8   | Areva Challenge              | 6     | 6     | 4     | 7     | 8     | 1     | 8      | 12     | 8      | 12     | 72  | 1     |
| 9   | +39 Challenge                | 6     | 4     | 8     | 6     | 6     | 6     | 8      | 10     | 6      | 6      | 66  | 2     |
| 10  | United Internet Team Germany | 3     | 3     | 3     | 6     | 2     | 4     | 4      | 4      | 4      | 9      | 42  | 1     |
| 11  | China Team                   | 2     | 2     | 1     | 1     | 1     | 2     | 2      | 2      | 2      | 3      | 18  | 1     |

1. ↑  +39 Challenge ha ricevuto un punto bonus in più per decisione della giuria.[3]